# Jāleq
Jāleq (farsi جالق) è una città dello shahrestān di Saravan, circoscrizione di Jaleq, nella provincia del Sistan e Baluchistan in Iran. Aveva, nel 2006, una popolazione di 13.903 abitanti. Si trova a poca distanza dal confine con il Pakistan.